# Zox 2099
Zox 2099 est un jeu vidéo action développé et édité par Loriciels, sorti en 1987 sur Amstrad CPC.

## Accueil
- Amstar : « Avec ce jeu, vous avez l'assurance de passer un bon moment [...]. »[2]

## Rééditions
- Tennis 3D + Zox 2099 (1987)
- Nouveau Logistrad 3 (1989)
- La Compil Extraordinaire (1991)
- Mega Compil (1993)

## Sources
1. ↑  « Zox 2099 »
2. ↑  Amstar, n°7, Mars/Avril 1987